# موتور محمد کریمی چاه حسن
موتور محمد کریمی چاه حسن یک منطقهٔ مسکونی در ایران است که در دهستان جازموریان واقع شده‌است. موتور محمد کریمی چاه حسن ۴۴ نفر جمعیت دارد.